# Sukhoi Su-7 (1944)
Il Sukhoi Su-7 (in cirillico Сухой Су-7) era un prototipo di caccia intercettore d'alta quota a propulsione mista a pistoni e a razzo progettato dall'OKB 51 diretto da Pavel Osipovič Suchoj e sviluppato in Unione Sovietica negli anni quaranta.

## Storia
Nel 1942, basandosi sul disegno del Sukhoi Su-6, Pavel Osipovich Sukhoj iniziò a lavorare attorno ad un progetto di caccia tattico costruito attorno al nuovo motore d'alta quota M-71F raffreddato a liquido da 2 230 CV (1 641 kW) con doppio turbocompressore TK-3. Teoricamente il velivolo doveva essere capace di una velocità massima di 520 km/h al livello del mare e di 635 km/h in quota. La tangenza pratica doveva essere di 12 500 m ed il raggio d'azione di 1 240 km, mentre la struttura dell'aereo non apportava rilevanti differenze rispetto ad un comune Su-6, se non che la corazzatura della cappottatura del motore venne rimossa così come il vano di carico delle bombe. L'armamento consisteva in un cannone aeronautico ShVAK calibro 20 mm per ogni semiala.
Anche se le prove di volo andarono bene, nel 1943 l'M-71F uscì di produzione e l'ufficio tecnico dovette ripiegare su un meno potente Shvetsov ASh-82FN da 1 342 kW, appositamente modificato per il Su-7. Il motore risultò assolutamente inadeguato al pesante caccia, spingendolo una velocità di soli 500 km/h a 6 300 m.
Per risolvere velocemente il problema, Sukhoj installò un motore a razzo ausiliario, a combustibile liquido, disegnato dall'OKB 456 di Valentin Petrovich Glushko. Le prove a terra si susseguirono dal 31 gennaio al 10 febbraio del 1945 con il razzo RD-1, mentre dal 28 agosto al 19 dicembre dello stesso anno con il razzo RD-1KhZ.
Il nuovo arrangiamento doveva fornire al caccia una velocità massima di 590 km/h a 7.500 m di quota senza il razzo ausiliario ed una velocità di 680 km/h con la spinta aggiuntiva dell'RD-1KhZ. Ad una quota di 12 000 m invece la velocità a secco doveva essere di 510 km/h e con il razzo di 705 km/h.
Ma le previsioni si rivelarono assai ottimistiche: il motore a razzo era poco affidabile e poco potente. Le prove in volo, condotte dal pilota collaudatore G. Komarov mostrarono incrementi prestazionali di 70 – 90 km/h. Ben cinque motori a razzo si sostituirono nelle prove ed alla fine si decise di non usarli. Di seguito una tabella delle velocità massime raggiunte dal prototipo:
| Quota   | Senza razzo ausiliario | Con razzo ausiliario |
| ------- | ---------------------- | -------------------- |
| 1.500 m | 480 km/h               | -                    |
| 2.300 m | 491 km/h               | 566 km/h             |
| 5.600 m | 513 km/h               | -                    |
| 6.300 m | 506 km/h               | 597 km/h             |

Alla fine si decise di abbandonare il progetto.